# Lista de rodovias estaduais do Rio de Janeiro
O sistema rodoviário do estado do Rio de Janeiro compreende cerca de 6 mil quilômetros de rodovias. A maioria delas encontra-se pavimentada e são consideradas em ótimo/bom estado de conservação (59.7%) e o restante como regular, ruim e/ou péssimo estado de conservação.

## Critérios para identificação e numeração
Quando da fusão entre o antigo estado da Guanabara e o estado do Rio de Janeiro, ficou definido no "Plano Rodoviário Estadual" instituído pelo Decreto nº 995, de 16 de novembro de 1976, que as rodovias fluminenses teriam a sigla RJ, seguida de três algarismos.
- As rodovias situadas a oeste do meridiano 43º10'GR, onde está situada a capital, contém números ímpares. Exemplo: RJ-157
- As rodovias situadas a leste deste mesmo ponto, contém números pares. Exemplo: RJ-116

Algumas destas rodovias servem de leito à ruas e avenidas que circulam dentro de alguns municípios, como a RJ-127, que atravessa o perímetro urbano do município de Paracambi.

## Classificação

### Quanto à funcionalidade
- Tronculares ou Principais proporcionam alto nível de mobilidade, e grandes volumes de tráfego. Atendem a ligações de longa distância e ligações interestaduais e/ou inter-regionais. Exemplo: RJ-106
- Secundárias são as rodovias que distribuem o tráfego das rodovias tronculares e conecta grandes cidades do estado. Exemplo: RJ-155
- Coletoras ou Terciárias propiciam ligações a centros urbanos municipais, e interligam sistemas de baixa mobilidade com as rodovias tronculares. Exemplo: RJ-159

### Quanto à situação física
- Planejadas são aquelas para as quais são fixados os pontos inicial e final de seus traçados. As localidades intermediárias, que define os diversos trechos das rodovias, não devem ser considerados como pontos obrigatórios de passagem, mas, apenas, como indicações aproximadas da diretriz das vias cujos traçados somente serão fixados pelos estudos definitivos. Exemplo: trechos da RJ-125
- Leito Natural é a via existente, construída como primeira abertura, em atendimento às normas rodoviárias de projeto geométrico, com a superfície de rolamento se apresentando geralmente no próprio terreno natural, podendo ter eventualmente um revestimento primário. Os pontos de passagem no traçado atual da rodovia não serão necessariamente mantidos quando da sua implantação definitiva. Exemplo: RJ-143
- Implantadas são aquelas construídas de acordo com as normas rodoviárias de projeto geométrico e cuja superfície de rolamento se apresenta sem pavimentação. Exemplo: RJ-151
- Pavimentadas são aquelas cuja superfície de rolamento encontra-se devidamente revestida com asfalto. Exemplo: RJ-124

## Lista das rodovias do Rio de Janeiro

Exemplos de placas usadas na identificação das estradas fluminenses. Na foto, placa das estradas RJ-230, RJ-081 e RJ-105.

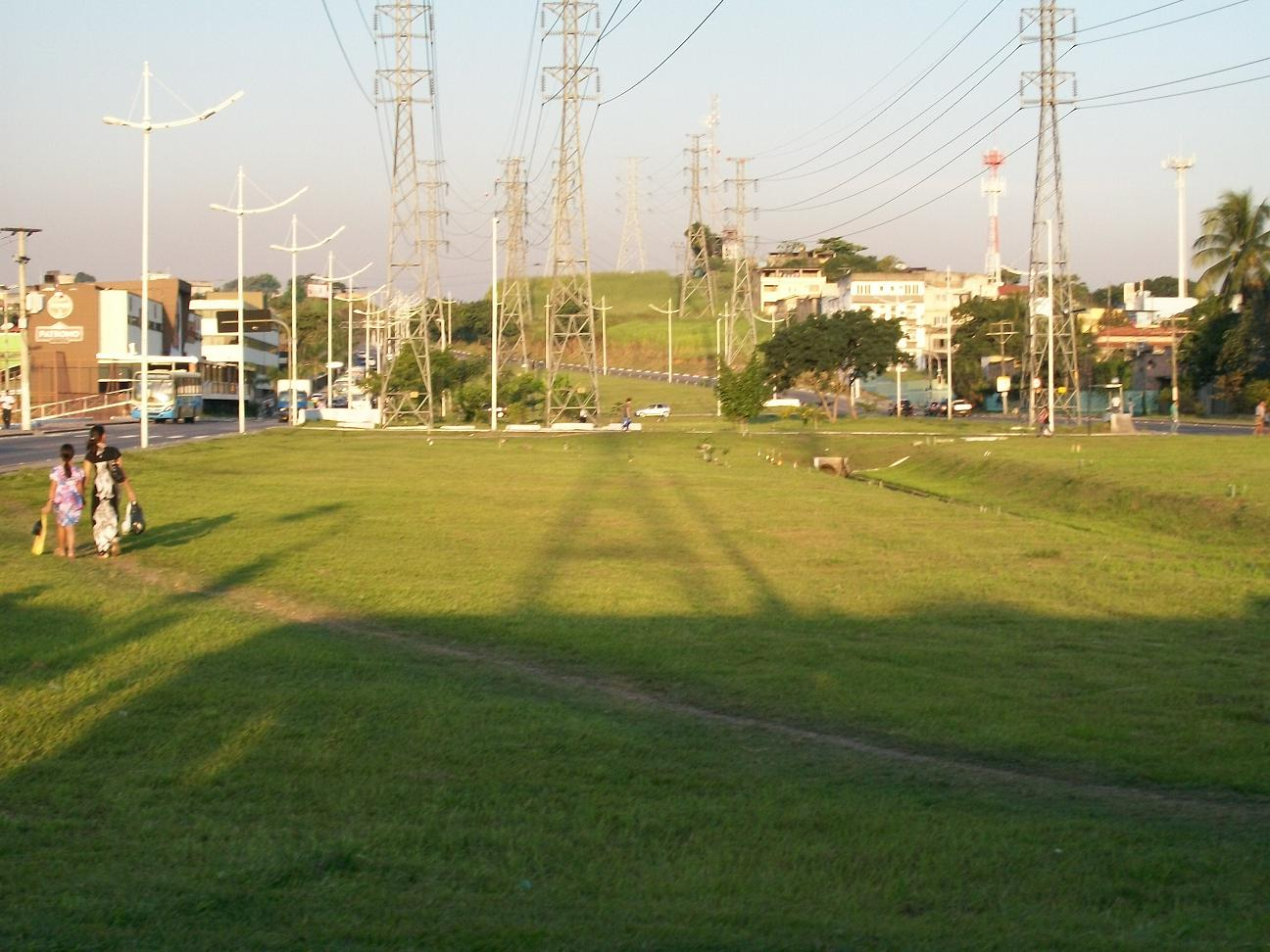
Via Light (RJ-081), na altura do Centro de Nova Iguaçu.

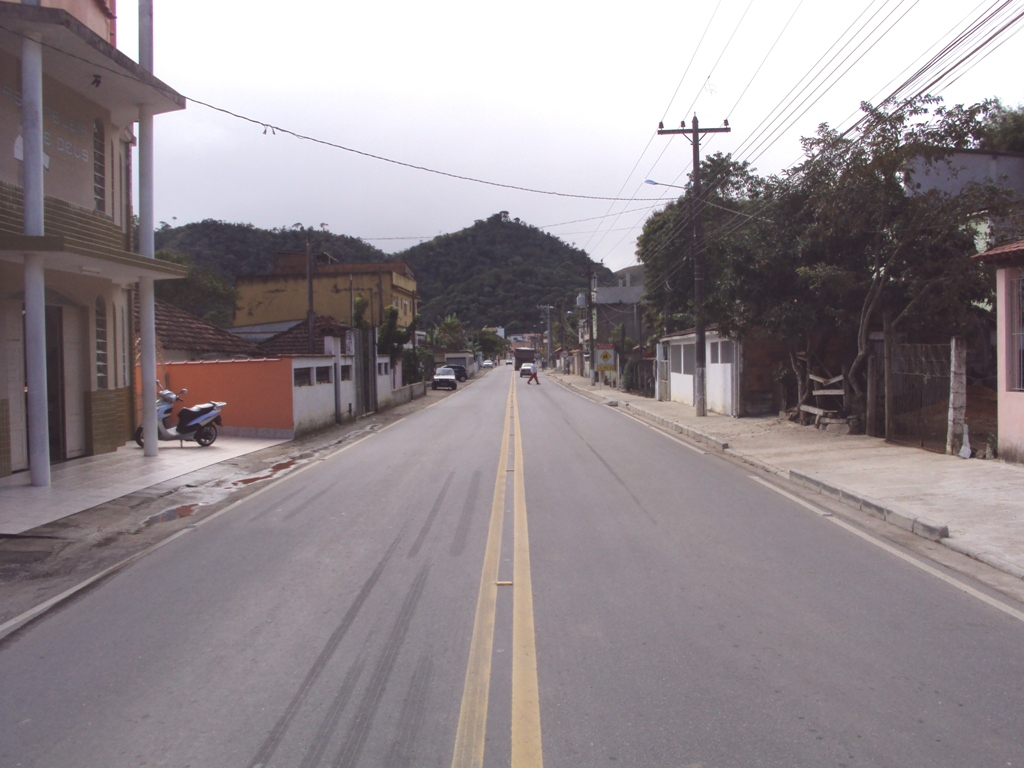
Trecho da RJ-155, no distrito de Lídice, em Rio Claro.

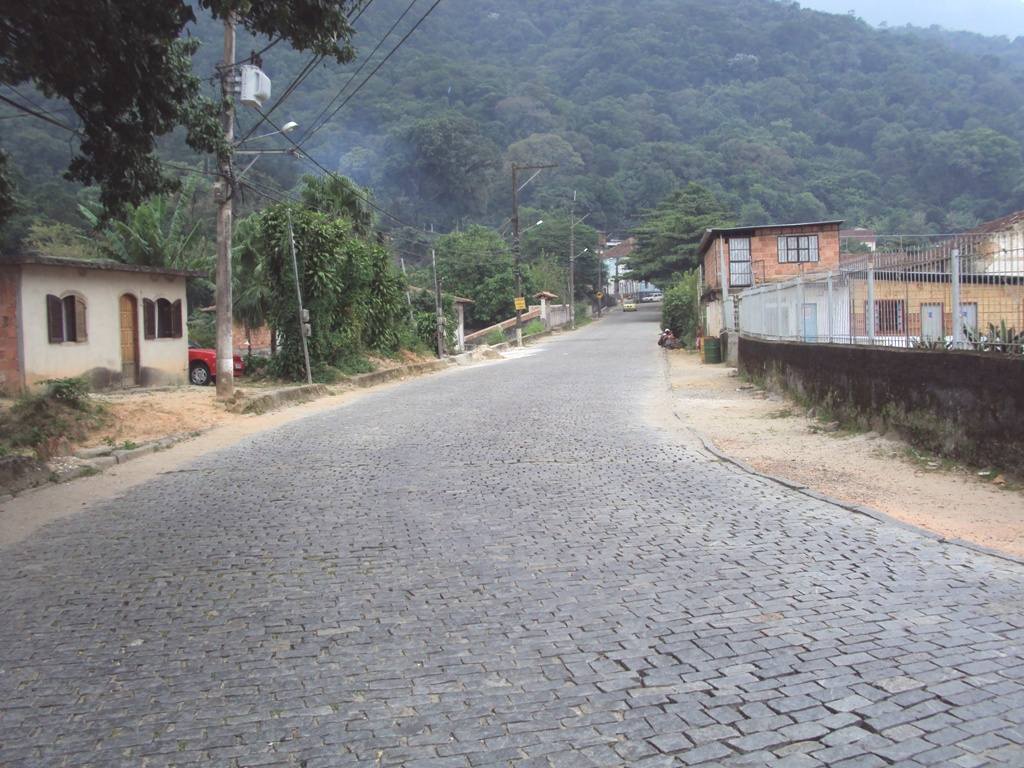
RJ-107 no limite entre os municípios de Magé e Petrópolis.

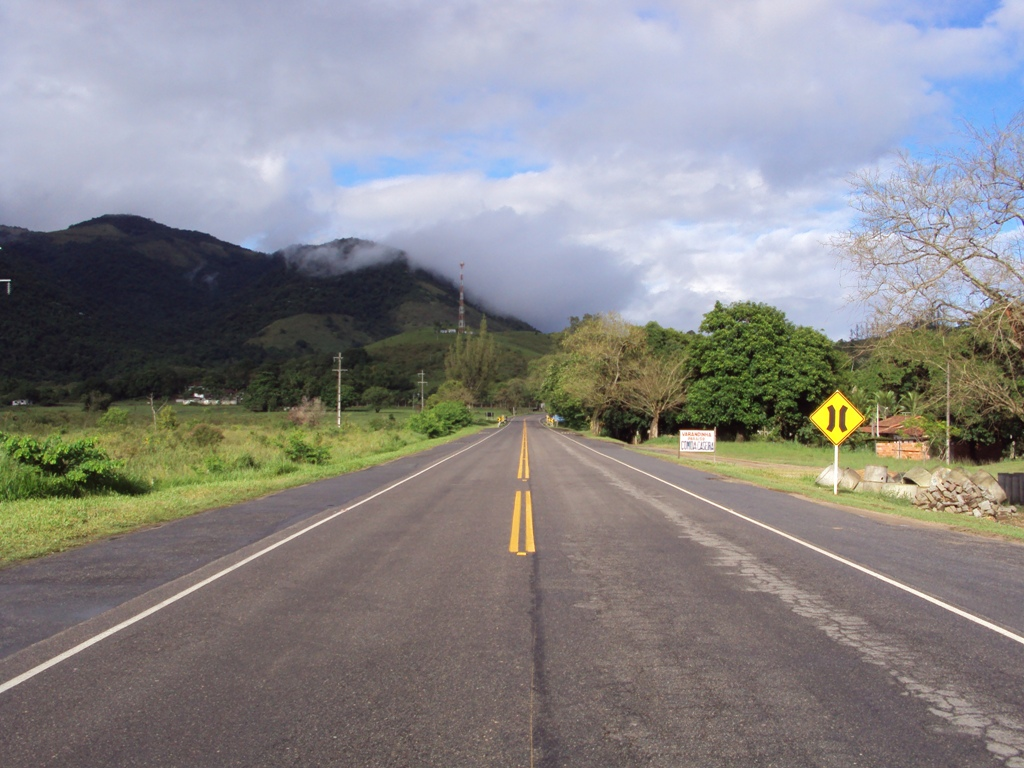
RJ-116, trecho administrado pela Rota 116.

### RJ-014 até RJ-099
- RJ-014 - Estrada de Ibicuí / Estrada do Axixá (Mangaratiba)
- RJ-071 - Via Expressa João Goulart (Linha Vermelha) (Rio de Janeiro)
- RJ-079 - Estrada Ayrton Senna da Silva (Reta de Santa Cruz) (Itaguaí-Rio de Janeiro)
- RJ-081 - Via Light (Nova Iguaçu-Rio de Janeiro)
- RJ-083     - Avenida Pastor Martin Luther King Jr. (Rio de Janeiro)
- RJ-085 - Estrada Rio d'Ouro / Avenida Automóvel Clube
- RJ-093 - Estrada de Lages/ Estrada Ari Schiavo (Engenheiro Pedreira-Lages)
- RJ-097 - Avenida Getúlio de Moura (Nilópolis)
- RJ-099 - Rodovia Prefeito Abeilard Goulart de Souza (Reta de Piranema) (Itaguaí-Seropédica)

### RJ-100 até RJ-198
- RJ-100 - Rodovia RJ-100  (Barreto-Rio do Ouro)
- RJ-101 - Avenida Governador Leonel de Moura Brizola (Antiga Presidente Kennedy) (Duque de Caxias-Campos Elíseos)
- RJ-102 - Estrada da Praia Seca/ Estrada dos Leigos/ Estrada Antenor Cardoso da Fonseca/ Estrada dos Búzios (partes da estrada)
- RJ-103 - Transbaixada
- RJ-104 - Rodovia Niterói-Manilha  (Niterói-Manilha)
- RJ-105 - Avenida Abílio Augusto Távora (Estrada de Madureira) / Estrada Plínio Casado / Avenida Joaquim da Costa Lima  (Km 32-Lote XV)
- RJ-106 - Rodovia Amaral Peixoto  (Tribobó-Cabiúnas)
- RJ-107 - Estrada do Imperador (Imbariê-Petrópolis)
- RJ-108 - Avenida Ewerthon da Costa Xavier (Rio do Ouro-Itaipu)
- RJ-109 - Rodovia Raphael de Almeida Magalhães (Trecho do Arco Metropolitano) (Itaguaí-Duque de Caxias)
- RJ-110 - Avenida Litorânea  (São José do Imbaçaí-Barra de Maricá)
- RJ-111 - Avenida Henrique Duque Estrada Mayer / Estrada Zumbi dos Palmares  (Posse-Tinguá)
- RJ-112 - Ligação entre as BR-116 e BR-493  (Citrolândia-Magé / Vale das Pedrinhas-Guapimirim)
- RJ-113 - Estrada de Adrianópolis  (Vila de Cava-Jaceruba)
- RJ-114 - Estrada de Ubatiba (Itaboraí-Maricá)
- RJ-115 - Avenida Pastor Manuel Avelino de Souza (Washington Luís-Xerém)
- RJ-116 - Rodovia Presidente João Goulart
- RJ-117 - Estrada Bernardo Coutinho
- RJ-118 - Estrada Sampaio Corrêa-Jaconé
- RJ-119 - Estrada de Santo Antônio
- RJ-120 - Estrada Cachoeiras de Macacu-Rio Bonito
- RJ-121
- RJ-122 - Estrada Rio-Friburgo (Rodovia João Goularte)
- RJ-123 - Estrada do Secretário
- RJ-124 - Via Lagos
- RJ-125 - Rodovia Ary Schiavo (Estrada Miguel Pereira)
- RJ-126 - Estrada Bertholdo-Gaviões
- RJ-127
- RJ-128 - Estrada do Palmital (Estrada Latino Melo)
- RJ-129
- RJ-130 - Estrada Teresópolis-Friburgo (Rodovia Doutor Rogério Moura Estevão)
- RJ-131
- RJ-132 - Avenida Praia Seca
- RJ-133
- RJ-134
- RJ-135
- RJ-136 - Estrada de Morro Grande (Araruama)
- RJ-137 - Estrada de Ipiabas
- RJ-138 - Estrada São Vicente
- RJ-139 - Antiga Estrada Rio-São Paulo
- RJ-140 - Rodovia São Vicente de Paula/ Rodovia Márcio Corrêa (partes da estrada)
- RJ-141 - Estrada de Dorândia
- RJ-142 - Estrada Vereador Eugênio Guilherme Spitz
- RJ-143
- RJ-144 - Rodovia Prefeito Esperidião Calil Filho
- RJ-145 - Rodovia Benjamim Ielpo
- RJ-146
- RJ-147 - Estrada Valença / Parapeúna
- RJ-148
- RJ-149 - Estrada São João Marcos
- RJ-150 - Estrada Coronel Héber Alves da Costa
- RJ-151
- RJ-152 - Rodovia Artur Teixeira
- RJ-153 - Rodovia Júlio Caruso/Rodovia Gecy Vieira Gonçalves
- RJ-154 - Estrada Manoel Fernandes Pereira
- RJ-155 - Rodovia Saturnino Braga
- RJ-156
- RJ-157 - Rodovia Engenheiro Alexandre Drable
- RJ-158
- RJ-159
- RJ-160
- RJ-161 - Rodovia Joaquim Mariano de Souza
- RJ-162 - Rodovia Serramar
- RJ-163 - Rodovia Dr. Rubens Tramujas Mader
- RJ-164
- RJ-165
- RJ-166
- RJ-168
- RJ-170
- RJ-172 - Rodovia Prefeito Maurício Bitencourt (Macuco (Rio de Janeiro) - São Sebastião do Alto)
- RJ-174 - Estrada Trajano de Moraes/ Estrada Conceição de Macabu
- RJ-176 - Rodovia Prefeito Hermes Pereira Ferro (São Sebastião do Alto)
- RJ-178
- RJ-180
- RJ-182 - Estrada Madalena-Conceição de Macabu
- RJ-184
- RJ-186
- RJ-188
- RJ-190
- RJ-192
- RJ-194 - Rodovia Cinco/ Rodovia Campos dos Goytacazes (partes da estrada)
- RJ-196 - Rodovia Retiro-Barra/ Estrada Macabuzinho/ Estrada da Muritiba (partes da estrada)
- RJ-198

### RJ-200 até RJ-240
- RJ-200
- RJ-202 - Estrada Funil-Frecheiras/ (parte da estrada)
- RJ-204 - Estrada São Joaquim / (parte da estrada)
- RJ-206
- RJ-208
- RJ-210
- RJ-212
- RJ-214 - Rodovia Dr. Mauro Alves Ribeiro Jr.
- RJ-216 - Rodovia Governador Celso Peçanha / Rodovia do Açúcar[5]
- RJ-218
- RJ-220 - Rodovia Deputado Luiz Fernando Linhares
- RJ-222 - Estrada Cambuci-Taquaral
- RJ-224 - Rodovia Simão Mansur/ Rodovia Afonso Celso
- RJ-226
- RJ-228
- RJ-230 - Rodovia Prefeito Alaor Braz da Fonseca
- RJ-232 - Rodovia Retiro-Barra
- RJ-234
- RJ-236 - Rodovia Sérgio Viana Barroso
- RJ-238
- RJ-240
- RJ-244